# ليونارد مارتينو
ليونارد مارتينو (بالإنجليزية: Leonard Martino)‏ هو سياسي أمريكي، ولد في 1940 ببتلر في الولايات المتحدة. حزبياً، نشط في الحزب الديمقراطي. وقد انتخب عضو مجلس نواب بنسيلفانيا.